# イワン・イリイン
イワン・アレクサンドロヴィチ・イリイン（ロシア語: Ива́н Алекса́ндрович Ильи́н、1883年4月9日（ユリウス暦 3月28日） - 1954年12月21日）は、ロシアファシスト運動の宗教哲学者・政治哲学者。ロシア革命勃発後は、白系ロシア人のジャーナリスト、そしてロシア全軍連合のイデオローグとしても活動した。

## 生涯

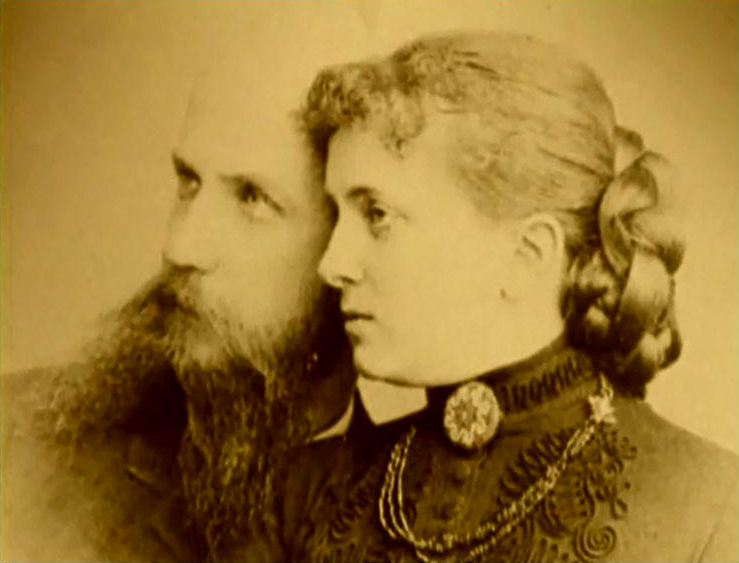
イワン・イリインの両親――アレクサンドル・イワノビッチとエカテリーナ・ユリイェヴナ

### 前半生
モスクワで、リューリク朝の末裔を自称する貴族の家庭に生まれる。イワンの父、アレクサンドル・イワノビッチ・イリインは、祖父が司令官であったことからクレムリン大宮殿で生まれ、育てられた。また、アレクサンドルの祖父（つまりイワン・イリインの曽祖父）は、ロシア皇帝アレクサンドル3世である。イワン・イリインの母、シャルロッテ・ルイーズ（旧姓シュヴァイケルト・フォン・スタディオン）は、ルーテル派を信仰するドイツ系ロシア人であった。また、シャルロッテの父、ユリウス・シュヴァイケルト・フォン・スタディオンは、官等表下における六等官であった。イワンの母はロシア正教に改宗し、名前をエカテリーナ・ユリイェヴナに改姓、1880年にアレクサンドル・イリインと結婚した。

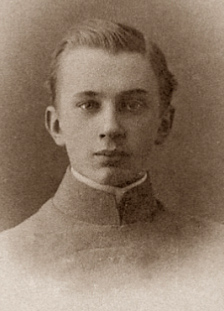
ギムナージヤ在籍中のイワン・イリイン　1901年撮影

イワン・イリインは、クレムリンからそう遠くないモスクワの中心部、ナルイシキン通りで育てられた。1901年、モスクワ大学法学部に入学。在学中にロシア第一革命が勃発するが、イリインは支持せず、学生運動に加わることもなかった。キリスト教哲学法律者で政治的自由主義者であったパーヴェル・ノヴゴローツェフ（1866年 - 1924年）の影響で、イリインは哲学への関心を深めた。1906年、イリインは法律学部を修了、1909年には研究者として働くようになった。

### ロシア革命前
1911年、イリインは論文『19世紀ドイツにおける合理主義哲学の凋落について』の執筆のため、一年間西ヨーロッパで過ごした。その後、モスクワ大学へ戻り、「法哲学入門」講座を開講した。また、ノヴゴローツェフはイリインに、建学まもないモスクワ商科大学での、一般法理論の講義を依頼している。彼は週に17時間ほど、様々な大学で講義することとなった。
この間、イリインはヘーゲルの哲学、特に国家と法律についてを学んでいた。彼はこの仕事を、ヘーゲル研究としてのみならず、彼自身の法学理論に関する論文執筆のために進めていた。ヘーゲルについての論文は1916年に完成し、1918年に出版された。
1914年、第一次世界大戦勃発後、貴族で学者のエフゲニー・ニコラエヴィチ・トルベツコイが「戦争のイデオロギー」について公開連続講義を企画した。イリインもこれに参加し、「戦争の精神的意義」と題する講義を始めとして、数回講義を行っている。イリインはいかなる戦争にも反対ではあったが、ロシア帝国がすでに大戦に巻き込まれた以上、臣民に課せられた義務は戦時下にある祖国を支えることである、という信条を持っていた。彼の立場は、ドイツ帝国も帝政ロシア同様に嫌悪するロシア法曹界の傾向とは異なっていた。

### 革命と亡命

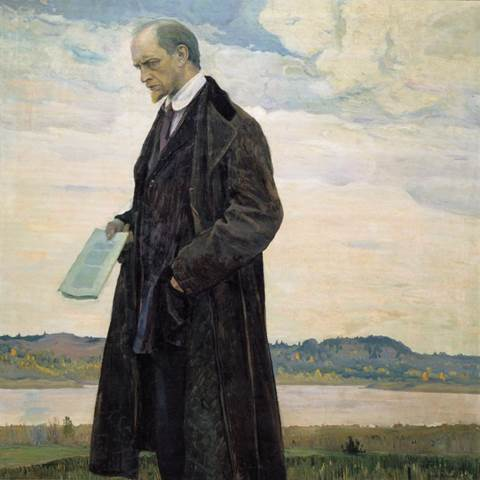
「イリイン」　1921年、ミハイル・ネステロフ画

初め、イリインは、1917年に勃発した2月革命に人民の解放と認識していた。他の知識人同様、彼はこの革命を好意的にとらえていたのである。しかしながら、十月革命によってボリシェビキ政権が確立すると、彼の革命に対する期待は失望へと変わった。第二次モスクワ公人会議において、イリインは「革命は、国家による利己的な略奪へと変貌した」と語っている。
その後、イリインはロシア革命をロシア史上もっとも恐ろしい大惨事であり、国家全体の崩壊と評するようになった。しかしながら、旧体制の支持者たちとは異なり、すぐにロシア国外へと亡命することはなかった。1918年、イリインはモスクワ大学の法学教授になり、前述の通り、ヘーゲルに関する学術論文も出版されている。

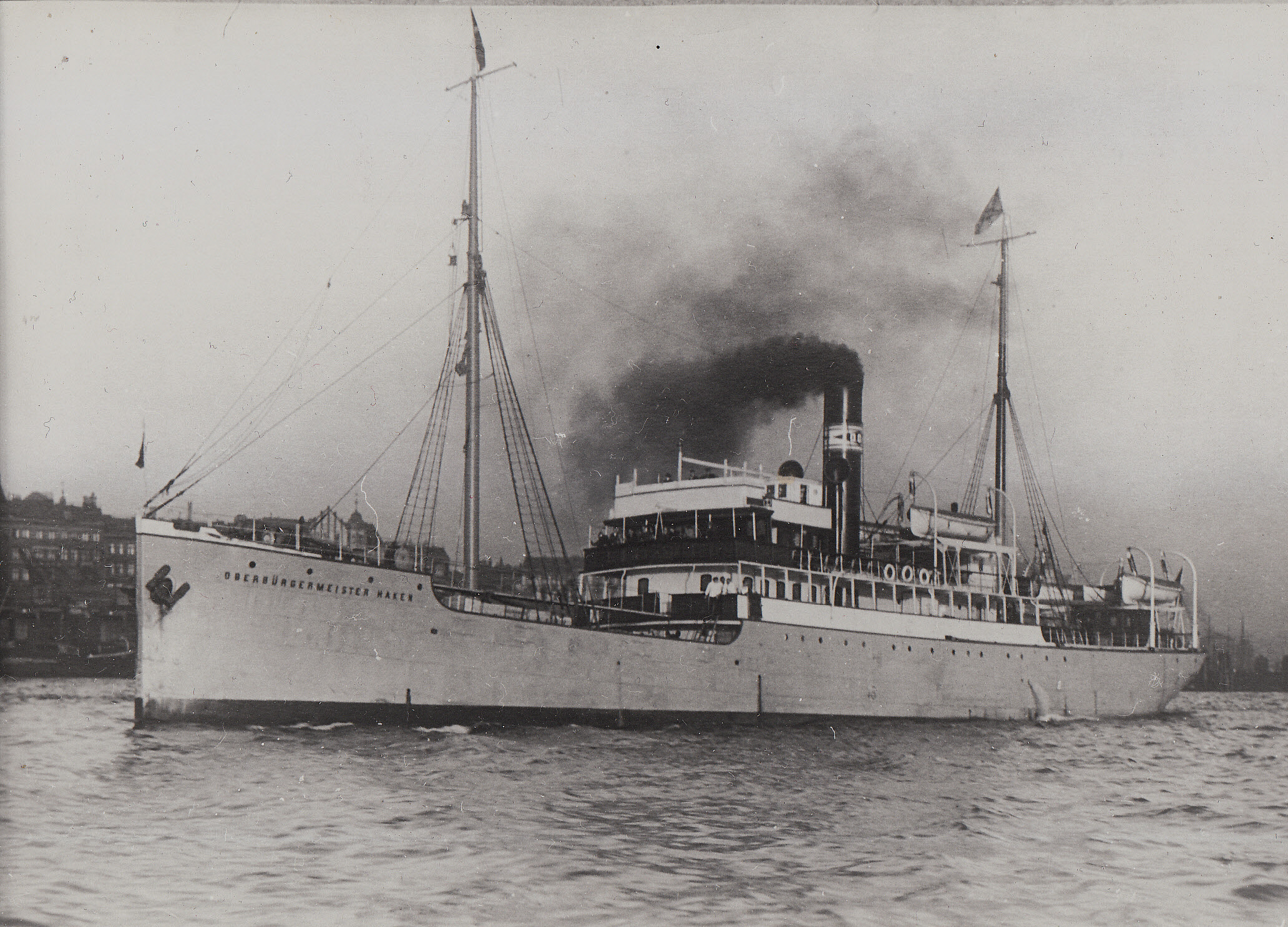
「哲学者の船」ことオーベルブルガマイスター・ハーケン号――搭乗員リストには、イリインの他にも、ベルジャーエフ、フランク、ズヴォリキンといった人々が名を連ねた。

1918年4月以降、イリインは反共産主義的活動の疑いによって何度か投獄された。恩師であるノブゴロージェフも一時投獄されている。1922年、イリインは、160人の著名な知識人らとともに「哲学者の船」によって国外追放されることとなった。

### 亡命生活
1922年から1938年にかけて、イリインはベルリンに滞在した。彼は母がドイツ人であったし、ドイツ語でもロシア語同様執筆が行えた。1923年から1934年まで、ベルリンのロシア科学研究所で教授として勤務した。また、プラハにあるロシア法学部で、恩師のノヴゴローツェフの元での教授職を打診される話も挙がったが、こちらは辞退している。
戦間期には、イリインは白系ロシア人による白色運動の中心的なイデオローグとなった。1927年から1930年には、ロシア語雑誌、『ロシアの鐘』の出版者・編集者としても活動した。さらに、ドイツや他のヨーロッパの国々で講義をおこなった。
1934年、ナチ政府によってイリインは教授職を解かれたうえ、監視下に置かれた。1938年、セルゲイ・ラフマニノフからの金銭的な支援もあって、イリインはスイス、ジュネーヴへと逃れ、そこで仕事を続けることとなった。1954年12月21日、チューリヒ近郊の町、ツオリコンで没した。享年71歳。
ロシアのウラジーミル・プーチン大統領は、イリインの遺骨を自らロシアへと移送する音頭をとり、2009年には新たに墓を奉献した。

## 思想

### ロシアについての著作
亡命生活にあってイリインはロシアについて、当時のソビエト共産主義のロシアによって判断されるべきではないとした上で、将来キリスト・ファシズムによって自らを解放するであろう未来のロシアを期待する、と主張した。1918年に出版したヘーゲル哲学についての学術論文を皮切りに、イリインは、ロシアの歴史的使命に関連する政治・社会・霊性についての多くの本を著した。彼の取り組んだ問題のひとつに、以下のようなものがある：「結局のところ、何がロシアを革命の悲劇へと導いたのか？」。イリインはこれについて、こう結論づけた：「ロシア人の『弱く、傷ついた自尊心』である」。
帝政ロシアでは結果として、国家と人民のあいだに相互不信と疑心暗鬼がもたらされた。権力者と貴族は権力を濫用しつづけ、ロシア人民の紐帯は破壊された。イリインは、いかなる国家も、国民が一定の権利と義務を有する一員として存在する集団として確立されなねばならないと考えた。したがって彼は、社会的な不平等を、どの国にあっても必要な状態と捉えていた。しかしながら、これは、教育を受けた上流階級は無教養な下の階級の人間に対して精神的指導をおこなうという特別な義務を負う、という意味である。この構図は帝政ロシアの社会では見られなかったことである。
イリインによれば、革命のいまひとつの原因は、ロシアの大衆による、私有財産に対する誤った認識であるとした。彼は、私有財産と広大な領地は、勤勉な労働によってではなく、権力と役人の汚職を通じて得られるものだと多くのロシア人が信じていた、と記している。これはすなわち、財産は不正行為と結び付けられて認識されていたのである。
1949年、イリインは、新ロシアの国家建設について、全体主義と「形式的」民主主義を退けつつ「第三の道」によって行うことを主張する目的で、以下のように記した：
この創造的な事業を前にして、国外政党の「形式的」民主主義を求める声は、甘く、軽薄で、無責任なままである。
イリインにとって、ロシアからウクライナを引き剥がす意見を口にするものは、即ちロシアの仇敵であった。イリインはウクライナ独立論について、「細胞が体のどの部分であるか選べるのと同様に、個人も国籍を選ぶことができる」と反論している。

### 法意識という概念について
上述の2つの原因、権力の濫用とロシア人の誤った私有財産観によって平等主義、そして革命がロシアにもたらされた。イリインによれば、ロシアが取りうる別の道は、道徳と敬虔さを土台として各個人の「法意識」を発達させることであった。イリインは亡くなるまでの20年間以上にわたり、彼の「法意識」の概念を発展させた。イリインにとって「法意識」とは、個人が法を正しく理解し、それに従順であることであった。
生涯にわたり、イリインは彼の主な著作である『法意識の本質について』を出版せず、改訂を続けた。イリインにとって、法意識は法の存在そのものに必要不可欠であった。そして、法と正義に対する正しい理解なくしては法律は存在し得なかった。

### 君主制について
イリインのもうひとつの主な著作、『君主制について』は、生前の完成を見なかった。イリインは、現代における君主制の本質と、この体制が共和制とどう異なるかについて論じた本を完成させようとしていた。全12章構成を構想していたが、序章と7章まで完成させた時点で亡くなってしまった。イリイン曰く、両体制の主な違いは法律上のものではなく、民衆の法律に対する誠実さにあるとした。具体的な違いについて、イリインは以下のように論じた：
- 君主制では、法意識は国家のなかで国民を統合する。その一方、共和制においては、法意識は、社会に対する国家の役割を無視する傾向がある。
- 君主制の法意識は、国家を家族として、君主をパトレス・ファミリアス（英語版）とする傾向がある。一方、共和制の法意識は、この見解を否定する。共和主義的な法意識は、共和制国家における個人の自由を称賛するので、人々は国民全体を家族として認めないのである。
- 君主制の法意識は非常に保守的で伝統を墨守する傾向がある。一方、共和制の法意識は急速な変化につねに貪欲である。

イリインは君主主義者であった。彼は、君主制の法意識は、宗教的な敬虔さや家族といった価値観に調和するものだと考えていた。彼が理想とする君主は、国のために奉仕し、いかなる政党にも属さず、国民の信条が何であれ、彼ら全体の調和を体現する人物であった。
しかし、彼はロシアの君主制には批判的であった。1917年の帝政ロシアの崩壊は、ニコライ2世に大きな責任があると考えていたのである。イリインにとっては、ニコライ2世の退位と、それに続く皇弟ミハイルの退位は、君主制廃止と、それに伴う混乱を招いた決定的な過ちであった。
彼はまた、亡命先で新皇帝を宣言したロシア大公キリル・ウラジーミロヴィチをはじめ、他の亡命者に対しても批判的であった。

### ファシズム観と反ユダヤ主義観
1945年のナチス・ドイツ敗北後に書かれたものを含め、イリインの著作にはファシズムを擁護したものが多い。イリインは当初、アドルフ・ヒトラーをボリシェヴィキからの文明の擁護者とみなしていた上、ヒトラーの反ユダヤ主義は、白人たるロシア人のイデオロギーに由来したものと考えていたことを認めている。1933年、イリインは『国家社会主義：新たなる精神』と題した論文で、ナチ党のドイツ支配を支持した。しかし、イリインはスラヴ人を劣等人種であるとするナチスに幻滅し、さらにウクライナの独立に肯定的なアルフレート・ローゼンベルクとも対立して職を失うこととなった。

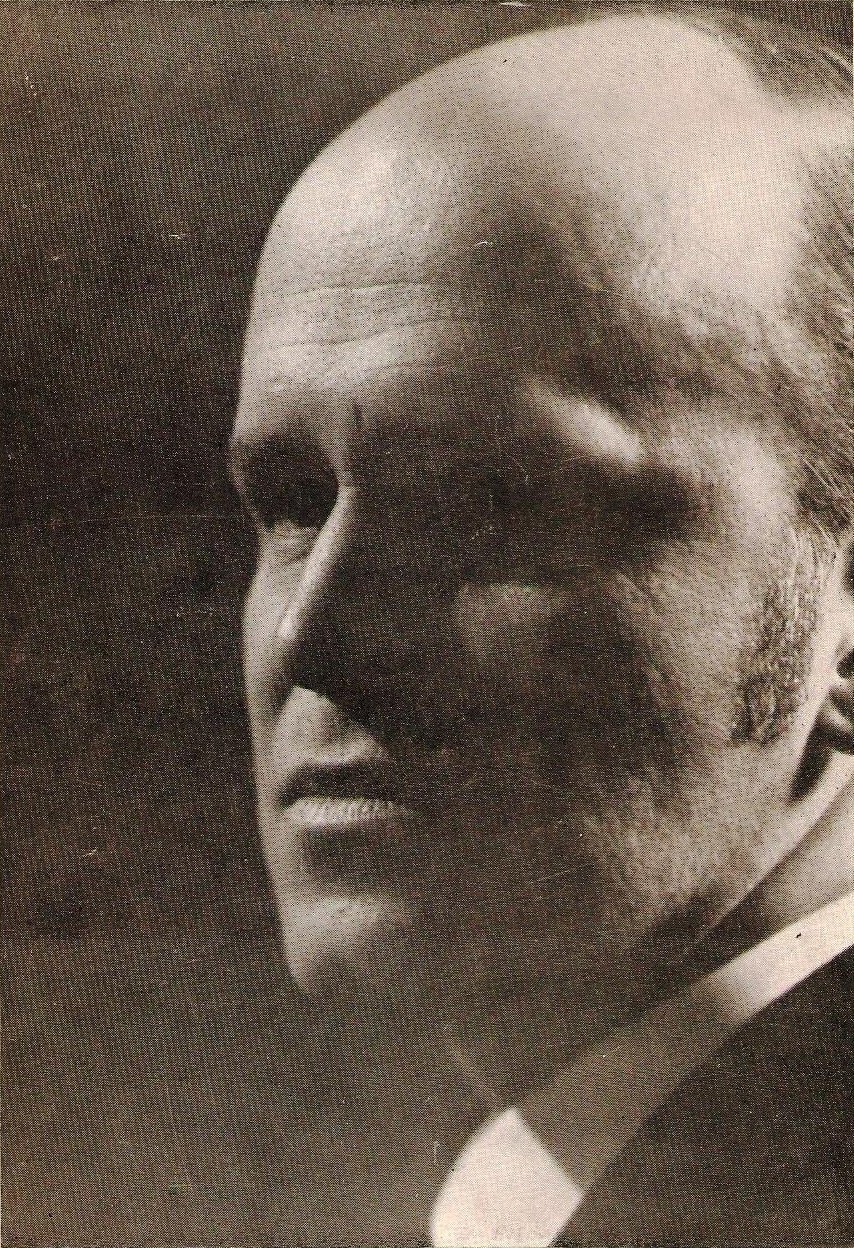
ロマン・グル

同じく亡命ロシア人作家であったロマン・ボリソヴィッチ・グルは、イリインの反ユダヤ主義について批判した。グルからイリインに宛てた手紙によれば、イリインが彼に対して反論をする者すべてをユダヤ人だと疑っていることについて、グルは激しい憤りを感じている旨が綴られている。
『我々の課題』所収の政治論文、「要点」のなかで、イリインは次のように論じている：「偉大で力強いロシアを憎悪のうえに築くことは不可能である――社会階級に対する憎悪（社会民主主義者、共産主義者、無政府主義者）のうえにも、人種に対する憎悪（人種差別主義者、反ユダヤ主義者）のうえにも、そして政治的憎悪のうえにも」。

## 後世への影響
イリインと彼の哲学は、アレクサンドル・ソルジェニーツィンやアレクサンドル・ドゥーギンといった20世紀ロシアの作家たちや、ロシア民族主義者に思想的影響を与えた。2005年現在、ロシア国内で出版されたイリインの著作は23巻にのぼっている。イリインはプーチン大統領に引用されており、プーチンにとって思想的なバックボーンとなったとする見方もある。
ロシアの映画監督、ニキータ・ミハルコフは、ソ連崩壊後のロシアでイリインの思想を広めることに一役買った人間の一人である。ミハルコフはイリインについての記事をいくつか書いており、また、イリインの遺志通り、彼の遺骨をスイスからモスクワのドンスコイ修道院に移すというアイディアを発案したのも彼であった。2005年10月、モスクワでの埋葬式典が行われた。
1963年にイリインの妻が亡くなったことをうけ、イリイン研究のニコライ・ポルトラツキーは、イリインの自筆の原稿や関係書類をチューリッヒから、彼がロシア語教授として教鞭を執っていた、アメリカのミシガン州立大学へと持ち帰った。2006年5月、ミシガン州立大学は、ロシア文化省傘下のロシア文化財団にこれらの資料を移送した。
ラトビア外相のカリンシュによると、プーチンの国家観はイリインの哲学が土台になっている。その内容とは、国家を偉大にするために、ロシアには隣国を征服する権利があるというものだ。プーチン政権下ではイリインの著作が復活し、再版されている。イリインの哲学はクレムリンにとどまらず、ロシアの戦略エリートたちの考え方に浸透している。

## 著書
- 神と人の具体性の教義としてのヘーゲル哲学(Философия Гегеля как учение о конкретности Бога и человека、全2巻 1918年、ドイツ語: Die Philosophie Hegels als kontemplative Gotteslehre、1946年)
- 力による悪への抵抗 (О сопротивлении злу силою、1925年)

- 精神的刷新の道(1935年)
- 民族ロシアのための闘争の基盤 (1938年)
- キリスト教文化の基礎 (Основы христианской культуры、1938年)
- 未来のロシアについて (1948年)
- 法意識の本質について (О сущности правосознания, 1956年)
- 自明性への道 (Путь к очевидности, 1957年)
- 宗教的経験の公理 (Аксиомы религиозного опыта、上下2巻、1953年)
- 君主制と共和制について (О монархии и республики, 1978年)